# Centrum Wyszkolenia Sanitarnego

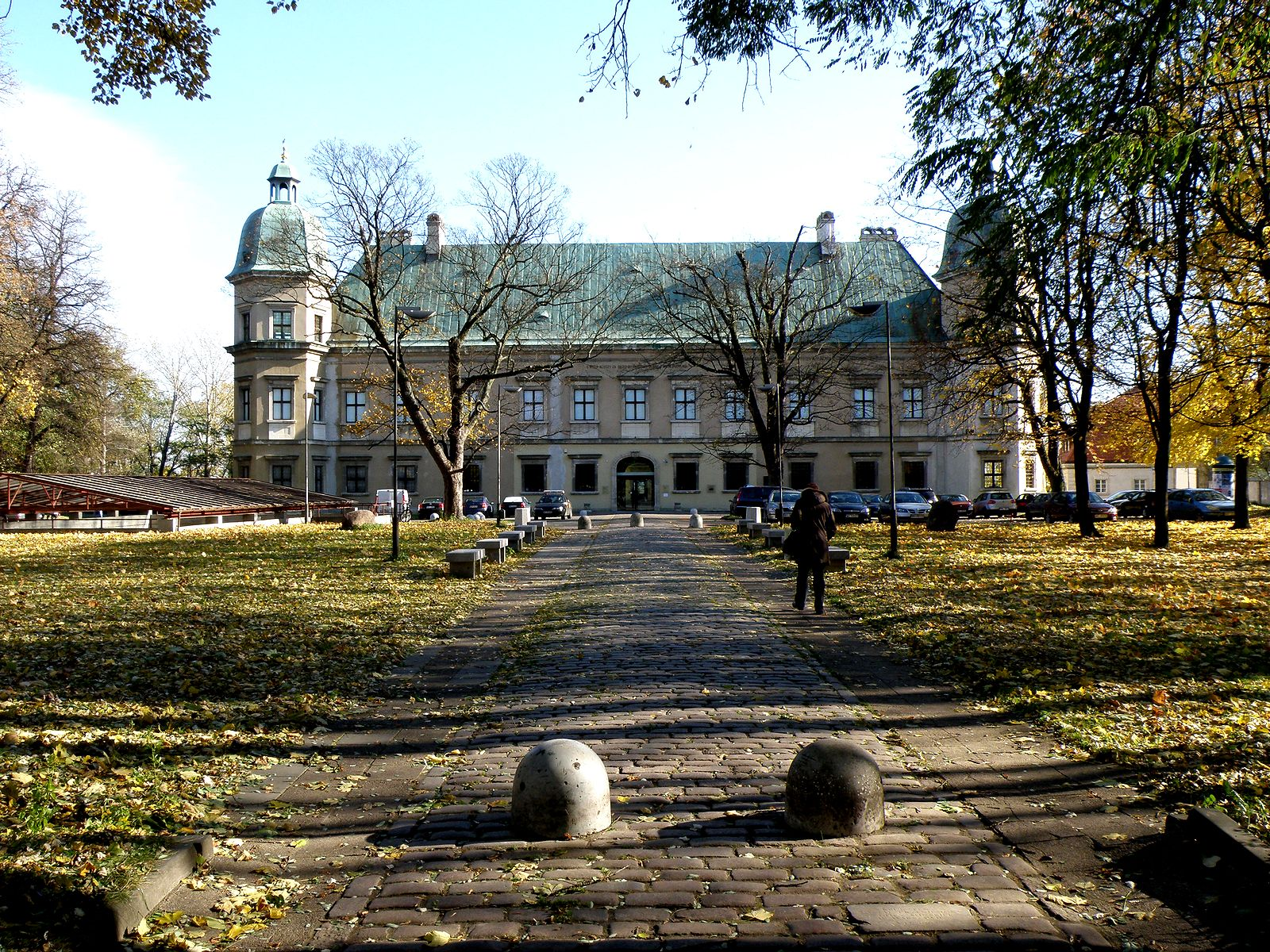
Współczesny widok Zamku Ujazdowskiego

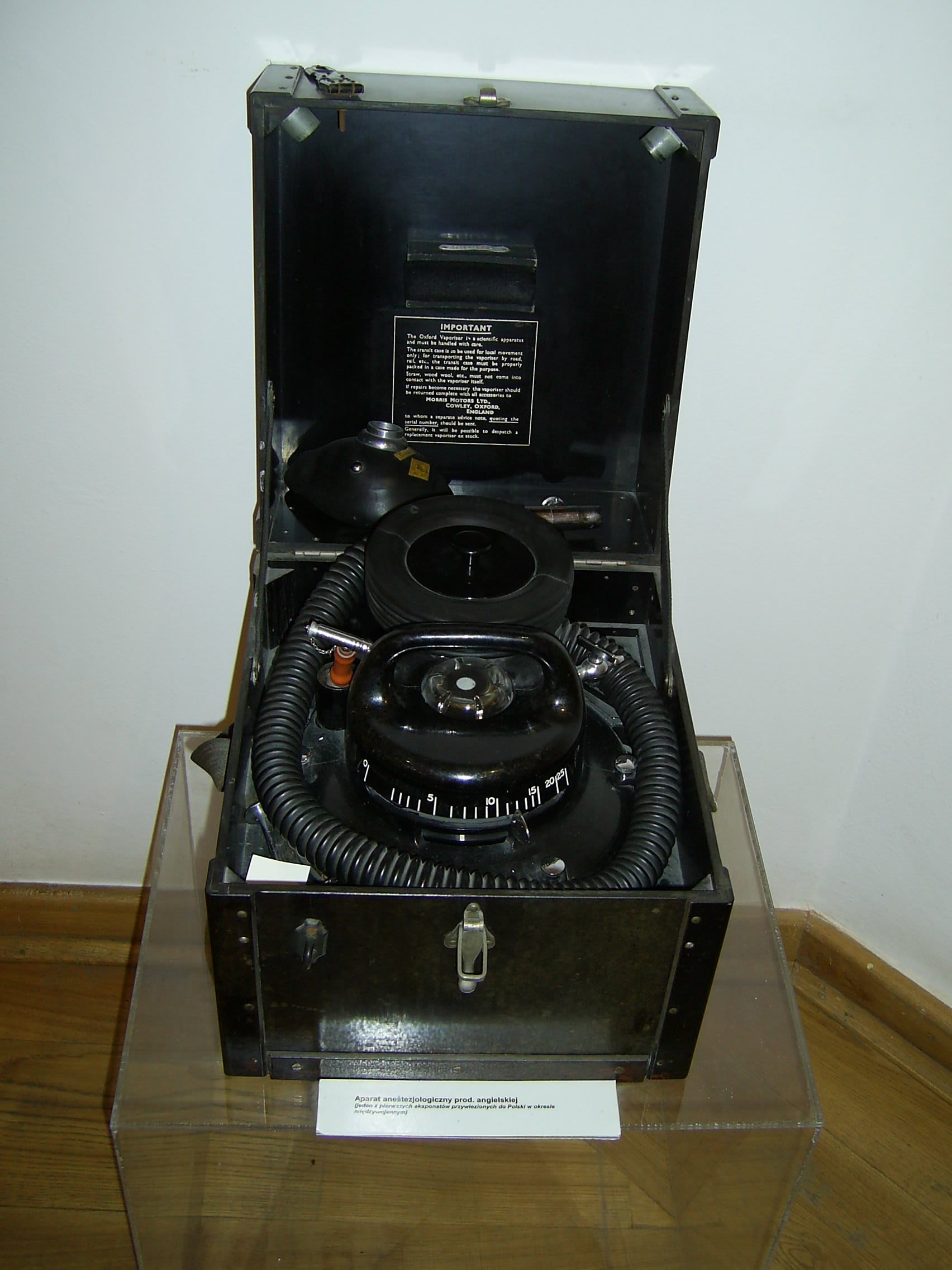
Aparat anestezjologiczny - eksponat Muzeum Zamku i Szpitala Wojskowego na Ujazdowie

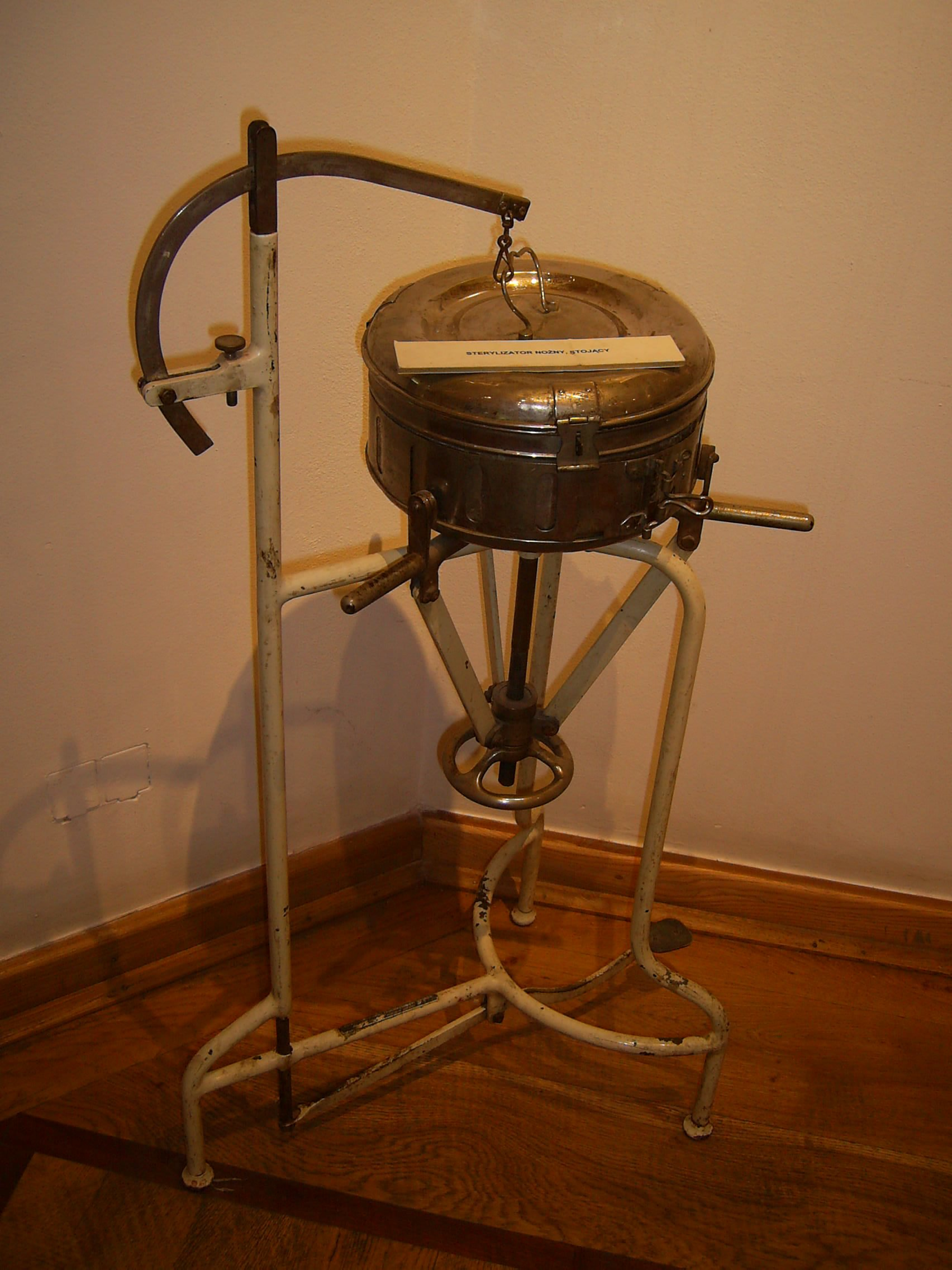
Sterylizator nożny, eksponat Muzeum Zamku i Szpitala Wojskowego na Ujazdowie

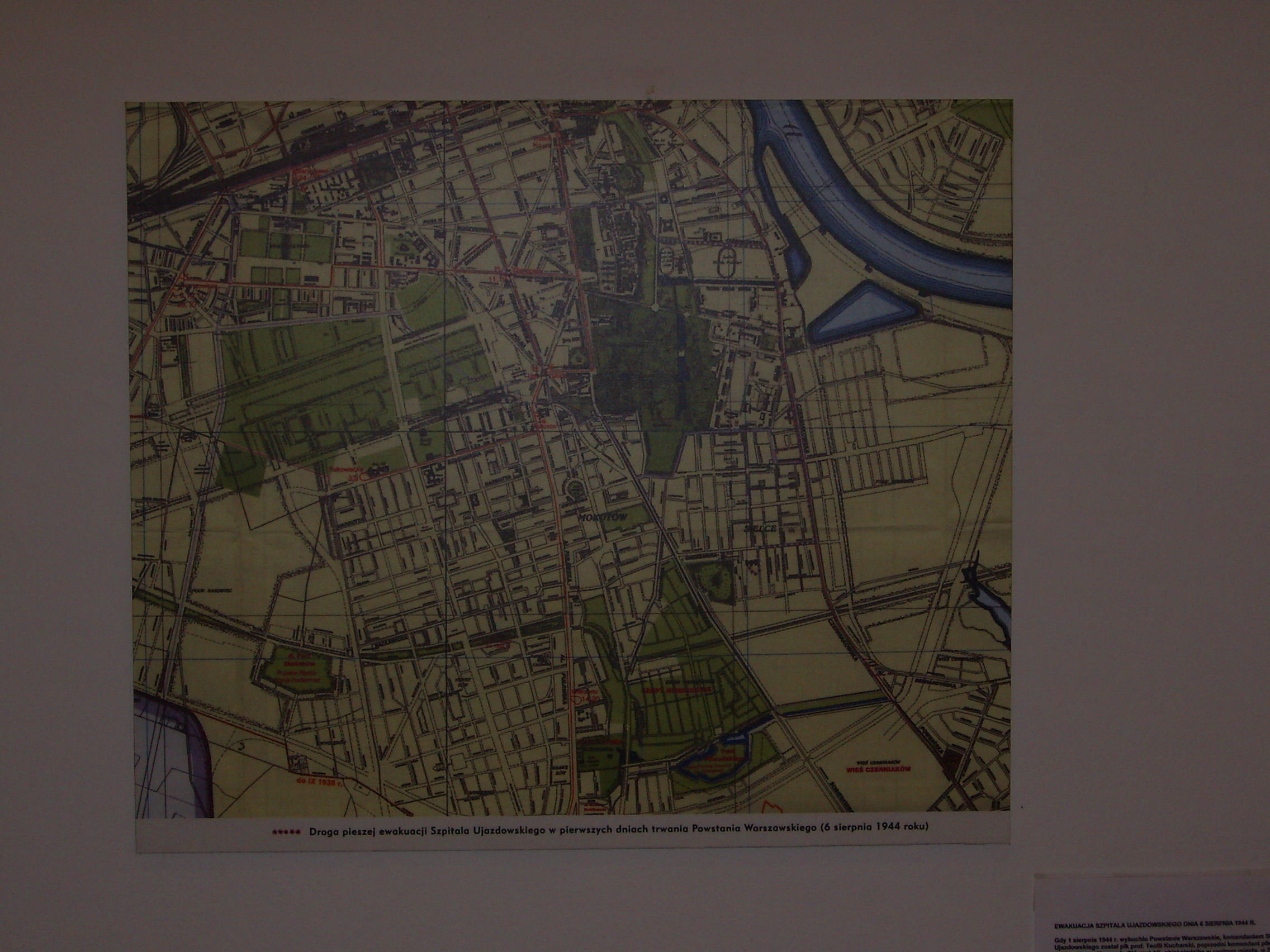
Trasa ewakuacji Szpitala Ujazdowskiego w czasie powstania warszawskiego

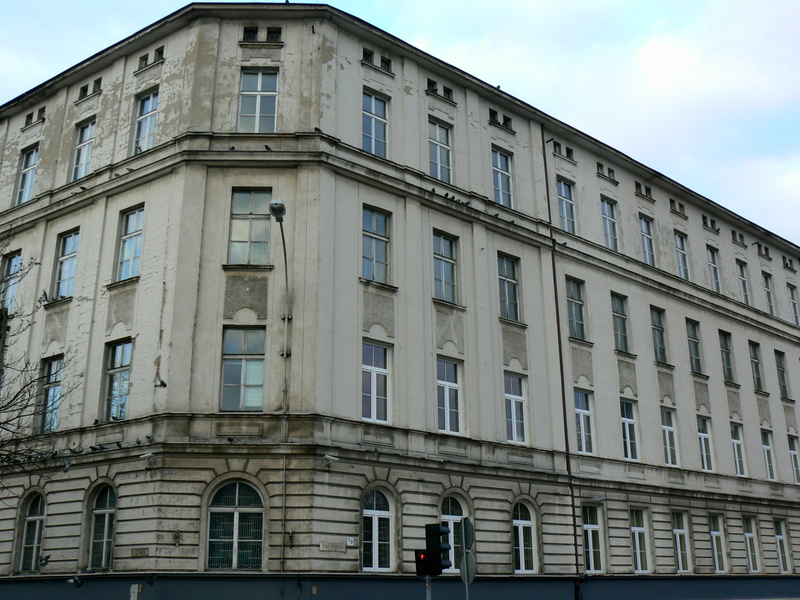
Muzeum Uniwersytetu Medycznego – dawne Muzeum Polskiej Wojskowej Służby Zdrowia

Centrum Wyszkolenia Sanitarnego (CWSan.) – ośrodek szkolenia służby zdrowia Wojska Polskiego II RP.
Ośrodek działał w latach 1922–1939 w Warszawie w Zamku Ujazdowskim (Szpital Ujazdowski).

## Geneza Centrum
W 1920 roku powstał pierwszy w kraju ośrodek kształcący lekarzy wojskowych pod nazwą Szkoły Aplikacyjnej Korpusu Oficerów Sanitarnych, która była podporządkowana Wojskowemu Instytutowi Sanitarnemu. Ukończyło ją ok. 500 absolwentów. Na swoich kursach przeszkoliła większość ówcześnie służących w wojsku polskim lekarzy wojskowych. Jej pierwszym dowódcą był płk Sokołowski, następnie zastąpił go oficer Departamentu Sanitarnego MSWojsk., pułkownik doktor medycyny (od 1 stycznia 1928 roku – generał brygady) Stefan Hubicki.
Widząc nieskuteczność przyjętego modelu kształcenia podjęto dalsze rozważania nad systemem kształcenia kadry zawodowych lekarzy dla WP. Ostatecznie przyjęto system stypendialny. Zakładał on, że studenci medycyny uczęszczający na uczelnię cywilną równolegle będą odbierali szkolenie wojskowe na poziomie programu szkoły oficerskiej. Realizowane byłoby ono poprzez specjalnie utworzoną w tym celu szkołę. W zamian za deklarację przyszłej służby w wojsku Ministerstwo Spraw Wojskowych miało pokrywać koszty utrzymania i studiów przyszłego lekarza. Za każdy miesiąc pobytu w szkole uczeń zobowiązany był do odsłużenia 2 miesięcy w wojsku. Od 1930 roku zwiększono zobowiązanie do 3 miesięcy. W razie rezygnacji ze służby wojskowej absolwent miał pokryć koszt poniesiony na jego naukę.
W rezultacie 1 listopada 1922 roku rozkazem Ministra Spraw Wojskowych została utworzona w Warszawie Wojskowa Szkoła Sanitarna, która rozpoczęła kształcenie oficerów służby zdrowia. Data oficjalnego utworzenia szkoły – 1 października została ogłoszona świętem szkoły. Została ona usytuowana w pomieszczeniach Zamku Ujazdowskiego. Jej słuchacze otrzymywali wykształcenie medyczne na Wydziale Lekarskim Uniwersytetu Warszawskiego lub w Państwowym Instytucie Dentystycznym oraz wykształcenie wojskowo-medyczne w ramach szkoły podchorążych. Pierwszym komendantem szkoły został płk S. Hubicki.
14 listopada 1924 roku szkołę zespolono z Wojskowym Instytutem Sanitarnym i Szpitalem Ujazdowskim, tworząc z nich Oficerską Szkołę Sanitarną. Stopniowo część zajęć akademickich zaczęto prowadzić w ramach nowej jednostki.
Następna istotna zmiana nastąpiła 15 października 1926 roku, kiedy otwarto podwoje szkoły dla podchorążych rezerwy. Była to jednak zmiana jedynie formalna, ponieważ w tym roku nie przyjęto do szkoły nowych uczniów. Faktyczny nabór podchorążych rezerwy rozpoczął się w 1927 roku. Podchorążowie rezerwy szkoleni byli jedynie na lekarzy i dentystów, ze względu na brak zapotrzebowania na aptekarzy rezerwistów.
W dniu 1 kwietnia 1928 roku dokonano zmiany nazwy Szkoły na Szkołę Podchorążych Sanitarnych poprzez jej połączenie z Wojskowym Instytutem Sanitarnym. Nowa nazwa nawiązywała do tradycji sprzed powstania listopadowego i nie oznaczała jednocześnie zmian struktury organizacyjnej i zadań szkoły. Ponadto Szpital Okręgowy w Warszawie został przeorganizowany w szpital szkolny.

## Działalność Centrum
Z początkiem lat 30. nastąpiły dalsze zmiany w polskim szkolnictwie wojskowym. Powstawały centra wyszkoleniowe poszczególnych rodzajów wojsk i służb. W rezultacie 1 kwietnia 1930 roku powołano do życia Centrum Wyszkolenia Sanitarnego, w składzie którego funkcjonowały: Komenda Szkoły, Szkoła Podchorążych Sanitarnych oraz szpital szkolny. Sama szkoła składała się z dwóch batalionów: batalionu podchorążych zawodowych (3 kompanie) i rezerwy (2 kompanie). Komendantem Centrum został w czerwcu 1930 roku gen. bryg. dr Jan Kołłątaj-Srzednicki. Funkcję tę pełnił do 1 września 1939 roku. Od 30 września 1928 roku komendantem Szkoły Podchorążych Sanitarnych był płk dr Ksawery Maszadro. Związane było to z przejściem płk. S. Hubickiego w stan nieczynny. Natomiast z chwilą wybuchu wojny z Niemcami płk K. Maszadro objął dowództwo Centrum Wyszkolenia Sanitarnego. Dowódcą Szkoły Podchorążych Sanitarnych został mjr Józef Piechura.
W CWSan. rozbudowano szkolenie i specjalizację podyplomową, a także rozszerzono zakres nauczania przedmiotów medycznych. Podchorążowie odbywali równolegle studia cywilne (lekarskie lub farmaceutyczne) na Uniwersytecie Warszawskim, a Szkoła zapewniała im niezbędne podręczniki i pomoce naukowe. Absolwent szkoły Edward Rużyłło wspominał, że szczególnie bliski kontakt z podchorążymi mieli profesorowie uniwersytetu: Franciszek Czubalski, Adam Czyżewicz, Wiktor Grzywo-Dąbrowski, Józef Hornowski, Edward Loth, Witold Orłowski, Mieczysław Michałowicz, Ludwik Paszkiewicz i Franciszek Venulet.
Po ukończeniu studiów wojskowych i cywilnych absolwenci byli zobowiązani do odpracowania trzech lat w wojsku na wyznaczonym stanowisku, za każdy rok pobytu w szkole. Kandydat do szkoły musiał legitymować się maturą, umożliwiającą mu podjęcie nauki na Wydziale Medycznym Uniwersytetu Warszawskiego oraz nienagannym zdrowiem. Nie mógł być także starszy niż 24 lata. Od 1930 roku maksymalny wiek ograniczono do 22 lat. Do Szkoły przyjmowano kandydatów na lekarzy, dentystów (od 1923 roku) i aptekarzy (od 1924 roku). Od czasu przyjęcia do Szkoły uczeń stawał się szeregowym ochotnikiem Wojska Polskiego. Jego prawa i obowiązki wynikające z tego tytułu były takie same jak dla pozostałych szeregowych. Ukończenie szkoły dawało mu tytuł podporucznika Korpusu Sanitarnego. Założeniem Szkoły było prowadzenie równolegle do zajęć uniwersyteckich programu wyszkolenia wojskowego. Przez pierwsze trzy lata obejmował on wyszkolenie na poziomie szkoły podchorążych. Kolejne dwa lata poświęcone było szkole oficerskiej. Cały cykl szkolenia podporządkowany był jednakże nauce na uniwersytecie tak, aby wyszkolenie wojskowe nie powodowało zaniedbania w wyszkoleniu fachowym. Z trzymiesięcznego okresu wakacyjnego, jaki obowiązywał na Uniwersytecie Warszawskim, dwa poświęcone były na wyszkolenie wojskowe. W jego ramach uczniowie byli m.in. oddelegowani do służby liniowej w pułkach kawalerii i artylerii. Podczas praktyki w pułkach zaznajamiali się ze służbą w wyżej wspomnianych rodzajach broni, a także uczyli jazdy konnej. Ponadto na dwa miesiące przed rozpoczęciem pierwszego roku akademickiego zobowiązani byli stawić się w Szkole w celu odbycia kursu rekruckiego wyszkolenia piechoty. W ramach dodatkowych zajęć medycznych, związanych z militarnym profilem szkoły, uczniowie kończyli specjalistyczne kursy, m.in. dotyczyły one problemu leczenia pacjentów z objawami działania broni gazowej i chemicznej.
17 listopada 1935 roku gen. Felicjan Sławoj Składkowski wręczył komendantowi Szkoły Podchorążych Sanitarnych sztandar ufundowany przez Wydział Lekarski Uniwersytetu Warszawskiego.
W niedzielę 17 października 1937 roku, w Centrum Wyszkolenia Sanitarnego, II wiceminister spraw wojskowych, generał brygady inżynier Aleksander Litwinowicz, w imieniu Prezydenta RP, promował na pierwszy stopień oficerski podchorążych Szkoły Podchorążych Sanitarnych. Prymusem promocji został podporucznik Zygmunt Chojecki.
Łącznie w latach 1927–1939 dyplomy lekarzy, stomatologów i farmaceutów uzyskało 473 oficerów. W 1939 roku 466 absolwentów pozostawało w wojskowej służbie czynnej.
Wraz z rozpoczęciem się działań wojennych we wrześniu 1939 roku przerwana została nauka w Szkole Podchorążych Sanitarnych. Osiemdziesięciu siedmiu uczniów szkoły otrzymało nominację na stopień podporucznika. Byli to uczniowie „promocji” od 13 do 15. Osiemnasta „promocja”, choć przyjęta do Szkoły, nie rozpoczęła nauki.
Szpital Szkolny CSW we wrześniu 1939 przekształcono w szpital wojenny nr 104 i otrzymał rozkaz ewakuacji na wschód w celu utworzenia centrum sanitarnego. 17 września kierownictwo szpitala trafiło do niewoli radzieckiej w Trembowli, a potem do obozów w Starobielsku i Katyniu. W Katyniu zginęli m.in. komendant szpitala doc. płk. Michał Rosnowski, jego zastępca i grupa lekarzy.
Absolwentom Szkoły Podchorążych Sanitarnych przysługiwało prawo noszenia odznaki absolwenckiej. Trzyczęściowa odznaka swoim wyglądem przypominała krzyż maltański. Ramiona emaliowane były na kolor czerwono-pomarańczowy z granatową obwódką. W centrum umieszczona była tarcza o srebrnym rancie i emaliowanym, czerwonym tle. Na tle umieszczony był srebrny wizerunek orła w koronie. Rewers profilowanej odznaki był gładki.

## CWSan. na obczyźnie i w okupowanej Polsce
W czasie wojny w Szpitalu Ujazdowskim działało 10 oddziałów szpitalnych, a od 1941 Zakład Przeszkolenia Inwalidów. W 1942 szpital zajęli Niemcy i leczyli tu chorych z frontu wschodniego, także chorych jeńców sowieckich. 6 sierpnia 1944 szpital został ewakuowany na Mokotów, a w listopadzie do Krakowa i ostatecznie rozwiązany w marcu 1945.
Po klęsce w wojnie obronnej 1939 r., w związku z dużymi brakami lekarzy wojskowych, na Zachodzie Europy powstały polskie ośrodki kształcące kadry medyczne dla Polskich Sił Zbrojnych. Należały do nich: Centrum Wyszkolenia Sanitarnego działające w Coëtquidan i w Combourg we Francji (listopad 1939–czerwiec 1940), Obóz Uniwersytecki dla żołnierzy polskich z 2 Dywizji Strzelców Pieszych w Winterthur w Szwajcarii, którzy studiowali na Wydziale Medycznym Uniwersytetu w Zurychu (1940–1946) oraz Polski Wydział Lekarski na Uniwersytecie w Edynburgu w Szkocji (1941–1949).
Komendantem Centrum Wyszkolenia Sanitarnego we Francji był płk dr med Ksawery Maszadro, przedwojenny komendant Szkoły Podchorążych Sanitarnych. W Centrum tym prowadzono krótkotrwałe kursy dla kadry medycznej Armii Polskiej we Francji. Natomiast w uczelniach w Winterthur, Zurychu i Edynburgu prowadzono pełne wyższe studia medyczne dla polskich lekarzy wojskowych. Ogółem dyplomy lekarskie w Szwajcarii i Szkocji zdobyło ponad 300 lekarzy wojskowych, a 35 obroniło prace doktorskie.
Część dawnej kadry CWSan. w Szpitalu Ujazdowskim, wzmocniona przybyłymi do Warszawy wykładowcami medycyny z uniwersytetów lwowskiego i poznańskiego, rozpoczęła konspiracyjne szkolenie służb medycznych dla potrzeb Armii Krajowej. Głównym ośrodkiem tajnych studiów stał się podczas okupacji Szpital Ujazdowski, którego komendantem był płk dr med Leon Strehl, równocześnie szef służby zdrowia Komendy Głównej AK. Podczas kompletów istniał zwyczaj tytułowania wykładowców ich stopniem wojskowym. Studia te włączono do programu tajnego Wydziału Lekarskiego Uniwersytetu Warszawskiego oraz jawnie działającej Prywatnej Szkoły Zawodowej dla Pomocniczego Personelu Sanitarnego (tzw. Szkoła dr. Jana Zaorskiego).

## Tradycje wojskowych szkół medycznych po II wojnie światowej
Duża część wojskowej kadry medycznej przedwojennej Szkoły Podchorążych Sanitarnych oraz lekarzy wyszkolonych w Szkocji i Szwajcarii pozostała po wojnie na Zachodzie. Stanowili oni silnie związany ze sobą zespół ludzi, aktywnie uczestniczący w życiu społecznym i kulturalnym emigracji polskiej. Utworzyli oni Klub Szkoły Podchorążych Sanitarnych, którego prezesem był do chwili śmierci w 1959 roku płk dr med. Ksawery Maszadro. Klub ten utrzymywał kontakty z kolegami w Polsce i rozproszonymi zagranicą, kultywując tradycje Szkoły oraz chronił ocalałe dokumenty i pamiątki tych uczelni.
W powojennej Polsce zrealizowano pochodzący z II RP plan utworzenia szkolnictwa wojskowo-medycznego w Łodzi. 1 lipca 1958 roku została powołana Wojskowa Akademia Medyczna. W dniach 25–26 czerwca 1992 roku na jej terenie odbyła się uroczystość przekazania do Wojskowej Akademii Medycznej tradycji polskich wojskowych uczelni medycznych oraz odsłonięcia okolicznościowego pomnika. Akt ten przekazał mjr dr A. Domar-Domaradzki na ręce ówczesnego rektora WAM, gen. bryg. prof. Henryka Chmielewskiego przy współudziale kilkudziesięciu przybyłych z kraju i całego świata absolwentów przedwojennych wojskowych służb medycznych a także Ministra Obrony Narodowej, duchowieństwa z kard. Fiorenzo Angelinim ze Stolicy Apostolskiej na czele, władz miasta Łodzi, przedstawicieli świata naukowego oraz całej społeczności akademickiej WAM. Po połączeniu Wojskowej Akademii Medycznej i Akademii Medycznej w Łodzi w 2002 roku, całość tradycji wojskowych szkół medycznych przejął prawnie Uniwersytet Medyczny w Łodzi, w składzie którego działa Wydział Wojskowo-Lekarski. Przekazane pamiątki po CWSan obecnie znajdują się w Muzeum Polskiej Wojskowej Służby Zdrowia.
1 stycznia 2011 roku w Łodzi zostało utworzone Wojskowe Centrum Kształcenia Medycznego.
25 lipca 2011 roku sekretarz stanu do spraw społecznych i profesjonalizacji Czesław Piątas, działając z upoważnienia Ministra Obrony Narodowej, przekazał Wojskowemu Centrum Kształcenia Medycznego dziedzictwo tradycji:
- Wojskowej Szkoły Sanitarnej (1922–1925),
- Oficerskiej Szkoły Sanitarnej (1925–1928),
- Szkoły Podchorążych Sanitarnych (1928–1930),
- Centrum Wyszkolenia Sanitarnego (1930–1939),
- Centrum Wyszkolenia Sanitarnego (1939–1940),
- Wojskowego Centrum Wyszkolenia Medycznego (1950–1958),
- I Centralnego Szpitala Klinicznego WAM (1958–2002),
- Centrum Szkolenia Wojskowych Służb Medycznych (2002–2010),

oraz nadał mu imię gen. bryg. dr. med. Stefana Hubickiego i ustanowił dzień 6 września dorocznym świętem Wojskowego Centrum Kształcenia Medycznego.

## Kadra centrum i absolwenci Szkoły Podchorążych Sanitarnych
Komendanci

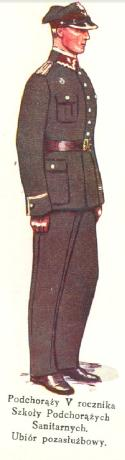

- gen. bryg. Stefan Hubicki (11 IX 1926 – 1 X 1929)
- gen. bryg. dr Jan Kołłątaj-Srzednicki (1930 – 1939)

### Obsada personalna w marcu 1939
Obsada personalna w marcu 1939:
Komenda Centrum
- komendant – gen. bryg. dr Jan Kołłątaj-Srzednicki
- adiutant – kpt. Ludomir Baranowski
- lekarz – mjr dr Józef Ignacy Wiloch
- dyrektor nauk – ppłk dr Władysław Stanisław Gergovich
- wykładowca – mjr dr Jerzy Bazyli Dekański
- wykładowca – kpt. dr Antoni Marian Firlej
- wykładowca – kpt. dr Kornel Żabski[6]
- pomocnik komendanta ds. gospodarczych – ppłk lek. dr Włodzimierz Józef Dobrowolski †1940 Katyń
- oficer administracyjno-materiałowy – kpt. san. Edmund Jan Peuker vel Pojker †28 V 1939 Warszawa[7]
- oficer gospodarczy – kpt. int. Stanisław Konstanty Ciemny †1940 Katyń
- oficer żywnościowy – kpt. san. Eugeniusz Hewell[a]
- dowódca kompanii gospodarczej – kpt. san. Adam Otto Nowak †1940 Charków
- kierownik naukowy biblioteki i muzeum – ppłk lek. dr Stanisław II Konopka
- zastępca kierownika naukowego biblioteki i muzeum – kpt. san. Cyprian Głowiński[b] †1940 Katyń
- na praktyce w bibliotece – por. lek. Franciszek Chmielewski[c]

Szkoła Podchorążych Sanitarnych
- komendant – płk lek. dr Ksawery Maszadro
- adiutant – kpt. san. Zygmunt Galwanowski[d]
- podkwatermistrz i oficer broni – por. san. Tadeusz Baranowski[e] †1940 Katyń
- instruktor wf – por. san. Alfred Józef Sobczuk[f] †1940 Katyń
- instruktor obrony przeciwgazowej – kpt. farm. mgr Władysław Rabsztyński[g]
- dowódca batalionu podchorążych zawodowych – mjr lek. dr Władysław Roman Pigłowski †1940 Katyń
- dowódca 1 kompanii podchorążych zawodowych – kpt. lek. Adam Henryk Kaczurba[h]
- instruktor kompanii – por. lek. Leonard Dalski[i] †27 IX 1939 Siedlce
- dowódca 2 kompanii podchorążych zawodowych – kpt. lek. Wacław Tomasz Kafliński
- instruktor kompanii – por. lek. Bronisław Ciszewski
- dowódca 3 kompanii podchorążych zawodowych – kpt. lek. Jan Aleksandrowicz
- instruktor kompanii – por. san. Alfred Józef Sobczuk
- dowódca batalionu podchorążych rezerwy – mjr san. Józef Piotr Piechura
- dowódca 1 kompanii podchorążych rezerwy – kpt. san. Władysław Zaleski
- instruktor kompanii – kpt. san. Zygmunt Galwanowski
- instruktor kompanii – kpt. adm. (piech.) Jan Laska
- dowódca 2 kompanii podchorążych rezerwy – kpt. san. Stanisław Donde
- instruktor kompanii – kpt. san. Cyprian Głowiński
- instruktor kompanii – kpt. adm. (piech.) Lucjan Marian Przyłuski †1940 Charków

Szpital Szkolny
Na praktyce szpitalnej
- mjr lek. dr Roman Kazimierz Rettinger

Kadra Centrum
- Jerzy Babecki
- Antoni Czyżewicz (dowódca plutonu)
- Wiktor Kaliciński
- Tadeusz Korniłowicz
- Adolf Malinowski
- Stefan Pieńkowski
- Kazimierz Polkowski
- Władysław Woliński

## Absolwenci Szkoły Podchorążych Sanitarnych
- Leon Bazała (II promocja 1923–1929)
- Aleksander Kazimierz Łuczak (IV promocja 1925–1931)
- Jerzy Ejmont (VI promocja 1927–1933)
- Tadeusz Tenderenda (VII promocja 1928–1934)
- Edward Rużyłło (VIII promocja 1929–1935)

IX promocja 1930–1936
- ppor. lek. Józef Kosiński – starszeństwo z dniem 1 października 1936 i 1. lokata
- ppor. lek. Stanisław Pokrzywnicki – starszeństwo z dniem 1 października 1936 i 2. lokata
- ppor. lek. Kazimierz Kotłowski – starszeństwo z dniem 1 października 1936 i 3. lokata
- ppor. lek. Henryk Ługowski – starszeństwo z dniem 1 lipca 1936 i 2. lokata
- pchor. Feliks Zydorowicz †1944 Warszawa (więzień Pawiaka)

XI promocja 1932–1938
- ppor. lek. Stanisław Stefan Bajer (starszeństwo z dniem 1 października 1938 i 1. lokata)
- ppor. lek. Jerzy Ryfiński (starszeństwo z dniem 1 października 1938 i 12. lokata)
- ppor. lek. Eugeniusz Henryk Kobos (starszeństwo z dniem 1 stycznia 1939 i 1. lokata) †1940 Katyń
- ppor. lek. Mirosław Vitali (starszeństwo z dniem 1 lutego 1939 i 5. lokata)
- Tadeusz Jankowski (XII promocja 1933–1939)

| 13 września 1939 Naczelny Wódz mianował podporucznikami ze starszeństwem z dniem 1 sierpnia podchorążych promocji 1939, a ze starszeństwem z dniem 1 września 1939 podchorążych promocji 1940 i 1941. |

XII promocja 1933–1939
1. ppor. Tadeusz Charemza
2. ppor. Zenon Choroba-Chorzewski[11]
3. ppor. Zdobysław Czerwiński[12]

XIII promocja 1934–1940
1. ppor. Marian Dobrowolski[14]
2. ppor. Kazimierz Gorayski
3. ppor. Jan Górski

XIV promocja 1935–1941
1. ppor. Aleksander Chodorowski
2. ppor. Zbigniew Dworak
3. ppor. Włodzimierz Fijałkowski
4. ppor. Bohdan Tadeusz Garliński †29 V 1943 Gęsiówka[16]
5. ppor. Lech Iwanowski
6. ppor. Andrzej Jakubowski
7. ppor. Tadeusz Janeczek
8. ppor. Zdzisław Jarosławski
9. ppor. Ryszard Jaworski
10. ppor. Jerzy Kaczyński

XV promocja 1936–1942
1. pchor. Józef Adamczyk
2. pchor. Tadeusz Błachuta †24 VI 1944 pod Osuchami[16]
3. pchor. Michał Brutkowski

XVI promocja 1937–1943
- pchor. Jan Kudelski †1940 Katyń
- pchor. Jerzy Pilecki †29 VII 1945 Lubeka (marsz śmierci)
- pchor. Borys Polionis zaginiony
- pchor. Bronisław Tabidze 22 II 1940 wywieziony z Obozu NKWD w Kozielsku do Moskwy
- pchor. Antoni Wantuch † w łagrze, w ZSRR

## Absolwenci Szkoły Podchorążych Rezerwy Sanitarnych
- Dymitr Aleksandrow (1935-1936)
- Tadeusz Buczek
- Edward Drescher (1936-1937)
- Edward Gorzkowski (1932-1933)
- Marian Kosiba
- Tadeusz Michał Kraszewski (1938–1939)
- Józef Lewinson (1929–1930)
- Witold Starkiewicz (1932-1933)
- Mieczysław Wiśniowski (1934-1935)
- Antoni Żochowski (1930-1931)
- Alfred Paczkowski